# Mircea Fechet
Mircea Fechet (ur. 1 czerwca 1980 w Bacău) – rumuński polityk i urzędnik państwowy, deputowany, w 2020 i od 2023 do 2025 minister środowiska, gospodarki wodnej i leśnictwa.

## Życiorys
Absolwent Universitatea „Dunărea de Jos” din Galați z 2004, a także wydziału prawa i administracji Universitatea „George Bacovia”. Pracował na dyrektorskim stanowisku w jednym z przedsiębiorstw, a także jako specjalista do spraw funduszy europejskich w agencji rozwoju lokalnego w Bacău. W latach 2010–2012 i 2014–2019 pełnił funkcję zastępcy dyrektora wykonawczego instytucji Asociația de Dezvoltare Intercomunitară pentru Salubrizare Bacău, zajmując się tam m.in. koordynacją projektu z zakresu gospodarki odpadami. Między tymi okresami zajmował stanowisko wiceprezesa ANRMAP, krajowego urzędu zajmującego się monitorowaniem zamówień publicznych. W 2019 pracował jako audytor.
Związany z Partią Narodowo-Liberalną. W grudniu 2019 objął funkcję sekretarza stanu w resorcie środowiska, a w lutym 2020 został przedstawicielem Rumunii w Europejskiej Agencji Środowiska. W listopadzie 2020 zastąpił Costela Alexe na stanowisku ministra środowiska, gospodarki wodnej i leśnictwa w drugim rządzie Ludovika Orbana. Zakończył pełnienie funkcji ministra w kolejnym miesiącu.
W wyborach w 2020 z listy PNL wybrany na posła do Izby Deputowanych (reelekcja w 2024).
W czerwcu 2023 ponownie został ministrem środowiska, gospodarki wodnej i leśnictwa, dołączając do utworzonego wówczas gabinetu Marcela Ciolacu. Pozostał na tej funkcji również w powołanym w grudniu 2024 drugim rządzie tego premiera, kończąc urzędowanie w czerwcu 2025.